# فرودگاه بین‌المللی یاسر عرفات
فرودگاه بین‌المللی یاسر عرفات (به عربی: مطار ياسر عرفات الدولي) که قبلاً فرودگاه بین‌المللی غزه و فرودگاه بین‌المللی دهنیه نام داشت، در نوار غزه نزدیک به مرز با مصر قرار داشت. این تأسیسات در ۲۴ نوامبر ۱۹۹۸ افتتاح شد و در جریان انتفاضهٔ دوم، تمام پروازهای مسافری این فرودگاه در فوریهٔ ۲۰۰۱ متوقف شد. اسرائیل ایستگاه رادار و برج کنترل را در ۴ دسامبر ۲۰۰۱ بمباران کرد و بولدوزرها باند فرودگاه را در ۱۰ ژانویهٔ ۲۰۰۲ قطع کردند و فرودگاه را از کار انداختند.

## تاریخچه
این فرودگاه توسط سازمان هواپیمایی کشوری فلسطین و دولت اسرائیل اداره می‌شد. این هواپیما قادر به جابه‌جایی ۷۰٬۰۰۰ مسافر در سال بود و مساحت کل آن ۱۱۰۰ هکتار (۴/۵ کیلومتر مربع) بود. این فرودگاه تا زمانی که به روی تردد مسافران بسته شد به عنوان پایگاه خطوط هوایی فلسطین عمل می‌کرد.
ساخت فرودگاه در پیمان دوم اسلو در سال ۱۹۹۵ پیش‌بینی شده بود. این فرودگاه با بودجهٔ ژاپن، مصر، عربستان سعودی، اسپانیا و آلمان ساخته شد. این ساختمان توسط معماران مراکشی (مدل فرودگاه کازابلانکا) و مهندسانی که توسط حسن دوم، پادشاه مراکش تأمین شده بودند، طراحی شده است. هزینهٔ کل ۸۶ میلیون دلار بوده و توسط اسامه حسن الخودری ساخته شده است. پس از یک سال از ساخت، فرودگاه در ۲۴ نوامبر ۱۹۹۸ افتتاح شد. یاسر عرفات و بیل کلینتون، رئیس‌جمهور ایالات متحده، از جمله شرکت‌کنندگان در مراسم افتتاحیه بودند. در آن زمان، افتتاح فرودگاه به‌عنوان شاهدی بر پیشرفت به‌سوی تشکیل کشور فلسطین توصیف شد. حضور اسرائیلی‌ها در فرودگاه نیز تنها به بررسی گذرنامه و کیف محدود شد.
اولین پرواز تجاری که از فرودگاه غزه حرکت کرد، پرواز خطوط هوایی فلسطین به عمان در ۵ دسامبر ۱۹۹۸ بود. در سال بعد، فرودگاه ۹۰٬۰۰۰ مسافر را پذیرفت و بیش از ۱۰۰ تُن بار را پردازش کرد.

### انتفاضهٔ دوم

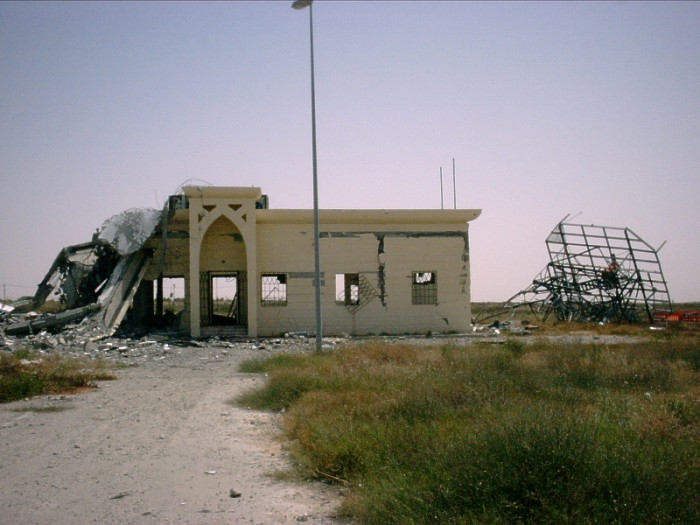
ساختمان تخریب‌شدهٔ فرودگاه، مه ۲۰۰۲

انتفاضهٔ دوم در سپتامبر ۲۰۰۰ آغاز شد که منجر به بسته شدن فرودگاه در ماه بعد شد. پیش از ممنوعیت تمام ترافیک هوایی تجاری در ۱۳ فوریهٔ ۲۰۰۱، اسرائیل به‌طور متناوب بین بازگشایی و تعطیلی فرودگاه طی چند ماه آینده اقدام می‌کرد. از آن زمان به بعد، تنها هواپیماهای خصوصی عرفات اجازهٔ استفاده از این فرودگاه را داشتند. حملات هوایی اسرائیل، ایستگاه رادار و برج کنترل را در ۴ دسامبر ۲۰۰۱ ویران کرد و بولدوزرها باند فرودگاه را در ۱۰ ژانویهٔ ۲۰۰۲ تخریب کردند. تخریب فرودگاه باعث شد که تنها باند فرودگاه قابل دسترس در غزه، فرودگاه تک‌باندهٔ غزه باشد که این فرودگاه نیز در سال ۲۰۰۴ تبدیل به مخروبه شد. نزدیک‌ترین فرودگاه‌های عمومی در منطقه، فرودگاه بن گوریون در اسرائیل و فرودگاه العریش در مصر بودند. از سال ۲۰۰۱ تا ۲۰۰۶، پرسنل فرودگاه همچنان در قسمت‌های باجه‌های بلیط و چمدان کار می‌کردند، اگرچه در آن دوره هیچ هواپیمایی به داخل یا خارج از فرودگاه پرواز نکرد.

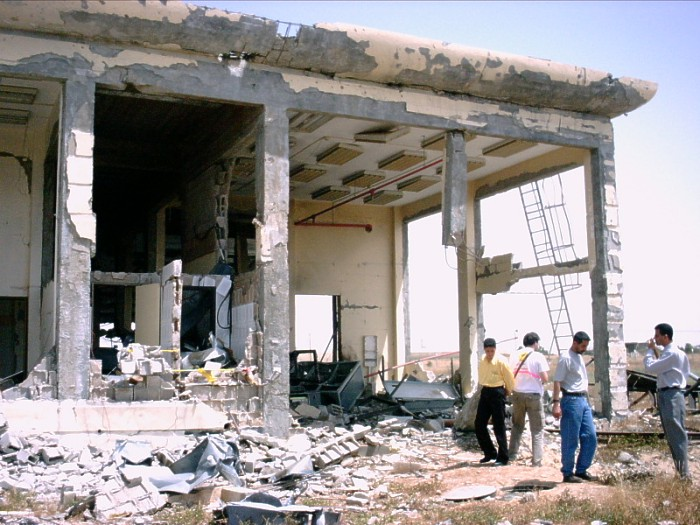
ساختمان تخریب‌شدهٔ فرودگاه در سال ۲۰۰۲

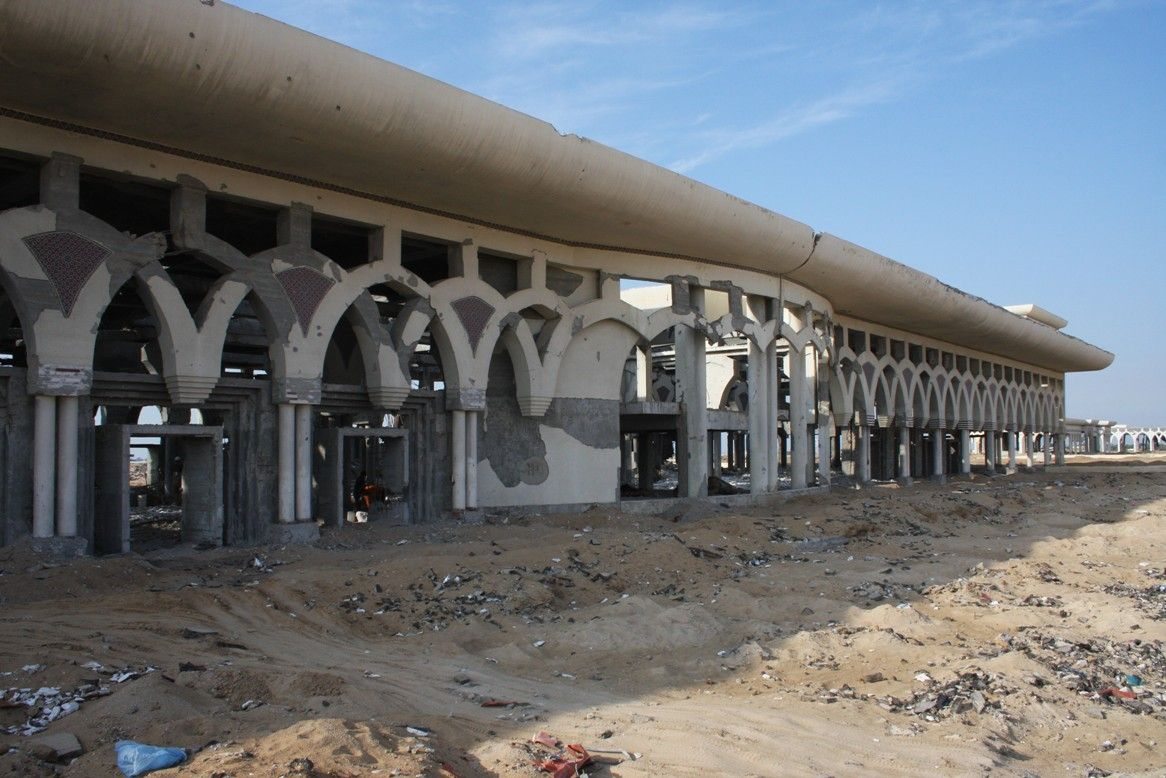
سالن ترمینال فرودگاه در سال ۲۰۰۸

در مارس ۲۰۰۲، سازمان بین‌المللی هوانوردی غیرنظامی (ایکائو) به شدت اسرائیل را به دلیل حمله به فرودگاه محکوم کرد و آن را نقض کنوانسیون سرکوب اقدامات غیرقانونی علیه ایمنی هوانوردی غیرنظامی دانست. ایکائو همچنین از اسرائیل خواست تا اقداماتی را برای بازگرداندن این تأسیسات انجام دهد تا امکان بازگشایی آن فراهم شود.
در ۱۵ نوامبر ۲۰۰۵، پس از پایان انتفاضه و خروج یکجانبهٔ اسرائیل از نوار غزه، اسرائیل و تشکیلات خودگردان فلسطین توافقنامهٔ حرکت و دسترسی را امضا کردند که مقرر می‌کرد: «طرفین بر اهمیت فرودگاه بین‌المللی یاسر عرفات توافق کردند. گفت‌وگوها در مورد مسائل مربوط به ترتیبات امنیتی، ساخت‌وساز و بهره‌برداری ادامه خواهد یافت.»

### حکومت حماس در نوار غزه
توافقنامهٔ ۲۰۰۵ پس از تشکیل دولت حماس در ۲۹ مارس ۲۰۰۶ و اعمال تحریم اسرائیل و گروه چهارجانبه در خاورمیانه علیه حماس و توقف همهٔ گفتگوها با حماس، متوقف شد. تحریم‌ها در نوار غزه پس از تسلط حماس بر نوار غزه در ژوئن ۲۰۰۷ تقویت شد. از مارس ۲۰۰۶، هیچ بحثی بین اسرائیل و دولت حماس در نوار غزه، از جمله در رابطه با فرودگاه، صورت نگرفته است.
از زمان بسته شدن فرودگاه، سارقان، تجهیزات ارزشمندی از جمله رادارهای فرودگاه را دزدیده‌اند.

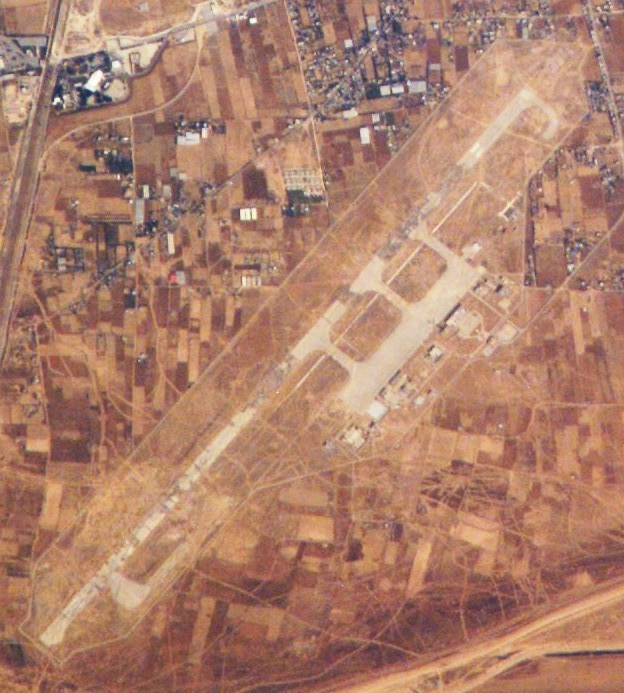
تصویر ماهواره‌ای از باند فرودگاه در سال ۲۰۰۸